# Apia lineolata
Apia lineolata är en insektsart som beskrevs av William Lucas Distant 1909. Apia lineolata ingår i släktet Apia och familjen Lophopidae. Inga underarter finns listade i Catalogue of Life.